# Brandon Chaves
Brandon Francis Chaves (Hilo, 5 agosto 1979) è un giocatore di baseball statunitense.